# 전문심리위원
전문심리위원이란 법원이 건축, 의료, 지적재산권, 과학기술, 환경 등 전문적인 분야의 사건을 심리할 때 당사자의 신청이나 직권에 의하여 지식과 경험이 풍부한 전문가를 전문심리위원으로 지정하여 소송절차에 참여하게 하는 제도를 말한다.

## 같이 보기
- 대한민국 민사소송법 제164조의2
- 대한민국 민사소송법 제164조의5